# Neoregostoma erythrocallum
Neoregostoma erythrocallum là một loài bọ cánh cứng trong họ Cerambycidae.